# Telenassa nana
Telenassa nana är en fjärilsart som beskrevs av Druce 1874. Telenassa nana ingår i släktet Telenassa och familjen praktfjärilar. Inga underarter finns listade i Catalogue of Life.